# Psaenythia emilia
Psaenythia emilia är en biart som beskrevs av Holmberg 1921. Psaenythia emilia ingår i släktet Psaenythia och familjen grävbin. Inga underarter finns listade i Catalogue of Life.